# Carlo Tamberlani
Carlo Tamberlani (* 11. März 1899 in Salice Salentino, Italien; † 5. August 1980 in Subiaco (Latium) bei Rom, Italien) war ein Italienischer Film- und Theaterschauspieler, ein gefragter und viel beschäftigter Nebendarsteller in Sandalen-, Abenteuer- und Historienfilmen seines Landes der 1950er und 1960er Jahre.

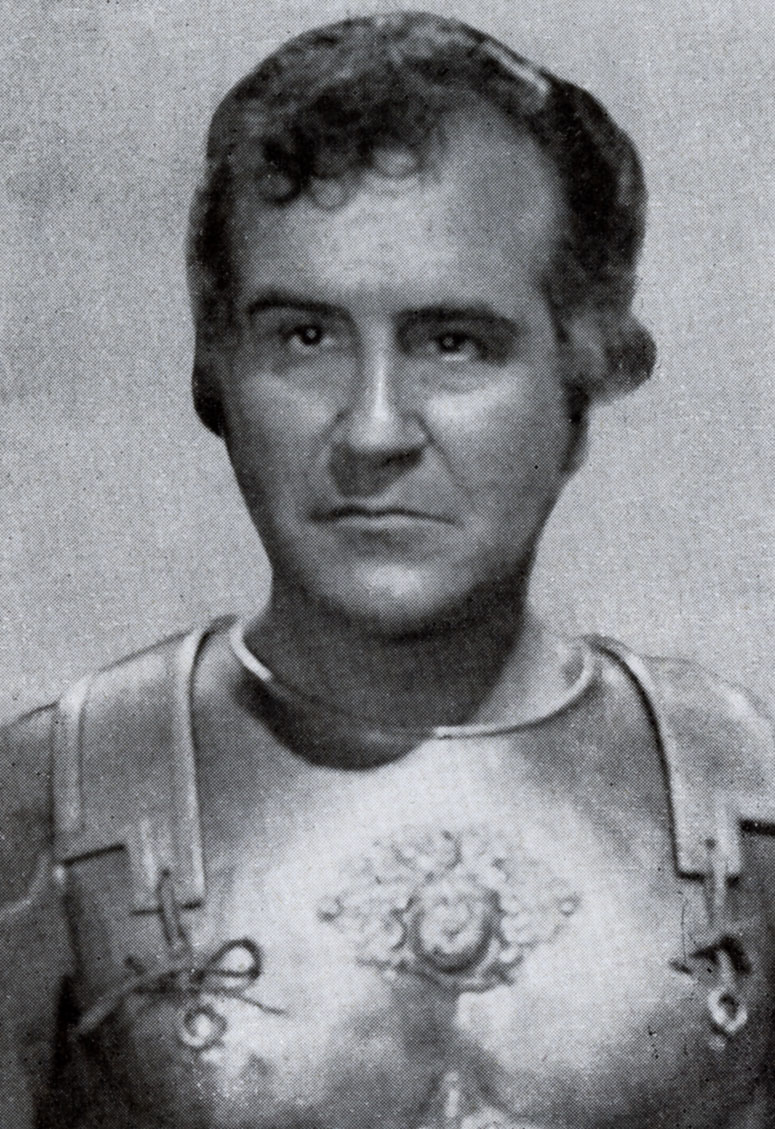
Carlo Tamberlani (Rollenfoto)

## Leben und Wirken

### Am Theater
Der aus dem äußersten Südosten Italiens gebürtige Tamberlani entsprang einer Künstlerfamilie, sein Bruder Nando Tamberlani (1896–1967) wirkte ebenfalls in zahlreichen Filmen mit. Seine ersten Schauspielschritte unternahm Carlo in der Theatertruppe seines Vaters Vincenzo. 1927 gründete er mit der Berufskollegin Bella Starace Sainati eine eigene kleine Bühnentruppe, die er gemeinsam mit Bruder Nando leitete, und stieg später zum stellvertretenden Leiter der Theaterkompagnie von Ermete Zacconi auf. Hier brachte er klassische Theaterstücke nach Vorlagen bedeutender Autoren wie Euripides, Aischylos und William Shakespeare (Coriolanus und Julius Cäsar) auf die Bühne. In den Jahren 1936 bis 1939 arbeitete er schließlich als Schauspiellehrer an der Accademia di Arte Drammatica. Von Italiens faschistischem Regime verehrt, verlieh man Tamberlani 1942 den pompösen Titel Commendatore del Regne (Kommandant des Königreichs). 1943 gründete er das Teatro Emanuel.
Von 1947 bis 1957 unterrichtete Carlo Tamberlani das Fach Schauspiel am Centro Sperimentale di Cinematografia in Rom. In dieser Zeit sah man Tamberlani in einer Fülle von tragenden Rollen des klassischen aber auch des modernen Theaters. Er war in Sophokles‘ Ödipus (1946) ebenso zu sehen wie in Shakespeares Wie es euch gefällt (1948, hier unter der Regie des jungen Luchino Visconti), trat aber auch in Ugo Bettis Korruption im Justizpalast (1949) auf. Von 1950 bis 1952 leitete Tamberlani in Barcelona das Teatro Stabile und gründete die Kompanie Barbara-Villa-Tamberlani, mit der er Stücke von Shakespeare, Maxim Gorki und Pedro Calderón de la Barca auf die Bühne brachte.

### Beim Film
Als sich auch in Italien der Tonfilm durchgesetzt hatte, trat Carlo Tamberlani das erste Mal vor die Kamera. Erst in der zweiten Hälfte der 1930er Jahre begann der Film an Bedeutung in seinem Leben zu gewinnen. Rasch fand Tamberlani ein Auskommen mit Rollen ernster, markiger und bisweilen grimmig entschlossener Helden in schimmernder Rüstung in zum Teil pathetischen Historienstoffen, sowohl in der Mussolini-Zeit als auch nach 1943. Dabei scheute er während des Zweiten Weltkriegs unter der Herrschaft des „Duce“ auch nicht die Mitwirkung in offen profaschistischen „Heldenepen“ wie Alkazar, Documento Z 3 und Bengasi. Zu seinen wichtigsten Regisseuren in über vier Jahrzehnten gehörten die Veteranen Carlo Campogalliani, Guido Brignone, Mario Mattòli, Carmine Gallone, Luis Trenker, Mario Bonnard, Gennaro Righelli, Ladislao Vajda, Luigi Zampa, Duilio Coletti, Primo Zeglio und der junge Sergio Corbucci.
1945 gelang ihm trotz seiner einstigen Regimenähe mühelos der Anschluss an das italienische Nachkriegsfilmschaffen. Man sah Tamberlani in einer Fülle von Dramen und Melodramen, von Mitte der 1950er bis Mitte der 1960er Jahre in zahlreichen bunten Sandalen- und Antikstreifen rund um mythische Filmhelden wie Herkules, Samson, Maciste und Ursus. Gegen Ende der 1960er Jahre kamen mittelgroße Nebenrollen in international coproduzierten Abenteuer- und Actionfilmen (“Kommissar X”-Reihe und ähnlich angelegte Stoffe) sowie in einigen wenigen Italowestern hinzu. 1976 verabschiedete sich Carlo Tamberlani nach nahezu 140 Filmen von der großen Leinwand, im Jahr darauf auch vom Fernsehen. Als Tamberlani im Alter von 81 Jahre starb, würdigte ihn ein Nachruf als “einen Schauspieler mit guten dramatischen Fähigkeiten, einen Herrn von eleganter Erscheinung sowie Diskretion und Beherrschtheit.”

## Filme
- 1931: La lanterna del diavolo
- 1934: Teresa Confalonieri
- 1935: Passaporto rosso
- 1936: Tredici uomini e un cannone
- 1937: Condottieri (ital. Vers.)
- 1937: Karthagos Fall (Scipione l'Africano)
- 1938: Drei Frauen um Verdi (Giuseppe Verdi)
- 1938: Il conte di Bréchard
- 1939: Tat ohne Zeugen (Il fornaretto di Venezia)
- 1939: Le educande di Saint-Cyr
- 1939: Il ladro sono io!
- 1940: Todfeinde (Giuliano de' Medici)
- 1940: Alkazar (L'assedio dell'Alcazar)
- 1940: Piccolo mondo antico
- 1941: Il cavaliere senza norme
- 1941: Turbine
- 1941: La sonnambula
- 1941: Perdizione
- 1941: Documento Z 3
- 1942: Dente per dente
- 1942: Bengasi
- 1943: Redenzione
- 1943: Febbre
- 1945: I dieci comandamenti
- 1946: Il passatore
- 1947: L'apocalisse
- 1947: Cuore
- 1948: Die Mauern von Malapaga (Le mura di Malapaga)
- 1949: La sepolta viva
- 1949: Adamo ed Eva
- 1949: Santo disonore
- 1950: Margherita da Cortona
- 1951: Anna Bolena
- 1951: Un ladro in paradiso
- 1952: Vergib mir Madonna (Noi peccatori)
- 1952: La figlia del diavolo
- 1953: Frine, Sklavin der Liebe (Frine, cortigiana d’Oriente)
- 1953: Der Korsar des Königs (Capitan Fantasma)
- 1953: Nero – Der Untergang Roms (Nerone e Messalina)
- 1954: L’amante di Paride
- 1954: El Alamein (Divisione Folgore)
- 1955: Adriana Lecouvreur
- 1955: Freunde fürs Leben (Amici per la pelle)
- 1955: Altair
- 1955: Luna nova
- 1956: Die Kavaliere vom schwarzen Schwert (Il cavaliere dalla spada nera)
- 1956: Scapricciatiello
- 1956: Maruzzella
- 1956: Die schönsten Tage des Lebens (I giorni più belli)
- 1956: Guaglione
- 1957: Orizzonte infuocato
- 1957: Il conte di Matera
- 1958: Aphrodite – Göttin der Liebe (Afrodite, dea dell'amore)
- 1958: Mit Feuer und Schwert (Il cavaliere del castello maledetto)
- 1959: Der Gefangene der Sarazenen (I Reali di Francia)
- 1959: Kein Geschäft für schwache Nerven (Le fric)
- 1959: Die letzten Tage von Pompeji (Gli ultimi giorni di Pompei)
- 1960: Maciste, der Rächer der Pharaonen (Maciste nella valle dei re)
- 1960: Theseus, Held von Hellas (Teseo contro il minotauro)
- 1960: Unter der Flagge der Freibeuter (Il conquistatore di Maracaibo)
- 1961: Der furchtlose Rebell (Vanina Vanini)
- 1961: Herkules im Netz der Cleopatra (Sansone)
- 1961: Der Kampf um Troja (La guerra di Troia)
- 1961: Der Koloß von Rhodos (Il colosso di Rodi)
- 1961: Der Untergang von Metropolis (Il gigante di Metropolis)
- 1962: Heißer Hafen Hongkong
- 1962: Samson, Befreier der Versklavten (La furia di Ercole)
- 1962: Zorros Heimkehr und Rache (Zorro alla corte di Spagna)
- 1963: Der Kampf der Makkabäer (Il vecchio testamento)
- 1963: Der schwarze Panther von Ratana
- 1963: Zorro, der Mann mit den zwei Gesichtern (Il segno di Zorro)
- 1964: Herkules – Rächer von Rom (Ercole contro Roma)
- 1964: Samson und der Schatz der Inkas (Sansone e il tesoro degli Incas)
- 1964: Der Löwe von Theben (Il leone di Tebe)
- 1964: Die Stunde der harten Männer (Ercole, Sansone, Maciste e Ursus gli invincibili)
- 1965: Der Fluch des schwarzen Rubin
- 1965: Sieben gegen alle (Sette contro tutti)
- 1965: Das Vermächtnis des Inka
- 1966: Die Jungfrauen von Samoa (Tabù)
- 1966: Kommissar X – In den Klauen des goldenen Drachen
- 1967: Die drei Supermänner räumen auf (I fantastici 3 Supermen)
- 1967: Kommissar X – Drei grüne Hunde
- 1968: Sartana – Bete um Deinen Tod (…se incontri Sartana prega per la tua morte)
- 1969: Sabata (Ehi amico… c'è Sabata. Hai chiuso!)
- 1972: Vier fröhliche Rabauken (Sotto a chi tocca!)
- 1973: Im Dutzend zur Hölle (Il consigliori)
- 1974: Ein göttliches Geschöpf (Divina creatura)
- 1976: Die Macht und ihr Preis (Cadaveri eccellenti)
- 1977: Il commissario De Vincenzi 2 (Fernsehserie, eine Folge)

## Einzelnachweis
1. ↑  Catalogo Bolaffi del cinema italiano n. 7, S. 89